# Werner Koch (Agrarwissenschaftler)
Werner Koch (* 18. Januar 1933 in Stuttgart; † 25. November 2000 ebenda) war ein deutscher Agrarwissenschaftler, er gilt als Pionier der Herbologie und war Professor an der Universität Hohenheim.

## Leben und Wirken
Werner Koch studierte 1954–1957 an der Landwirtschaftlichen Hochschule Hohenheim, trat in das Institut für Pflanzenschutz ein und promovierte dort 1960 bei Professor Rademacher mit einer Arbeit über mechanische Unkrautbekämpfung zum Dr. agr. Nach Studienaufenthalten in Schweden, Großbritannien, USA und Lateinamerika setzte Koch seine Forschungen in Hohenheim fort. Er war ab 1973 außerplanmäßiger und ab 1978 ordentlicher Professor an der Universität bis zu seiner Emeritierung 1998.

## Forschungsengagement
Koch habilitierte sich 1969 mit der Schrift Einfluss von Umweltfaktoren auf die Samenphase annueller Unkräuter insbesondere unter dem Gesichtspunkt der Unkrautbekämpfung. Im Jahr darauf gab er das Buch „Grundlagen der Unkrautbekämpfung“ heraus, das als Standardwerk gilt. Koch hat die Herbologie zu einer selbständigen Lehrdisziplin geformt und fortan als Professor an der Hohenheimer Universität vertreten. Über 200 Publikationen hat er veröffentlicht und 80 Doktoranden und 5 Habilitanden betreut.